# Nasallang
Ein Nasallang ist ein seltenes Piercing, das durch beide Nasenflügel und die Nasenscheidewand verläuft.
Es besteht demzufolge aus zwei Nostril-Piercings und einem sehr hoch gestochenen Septum-Piercing, deren Stichkanäle sich alle auf einer horizontalen Ebene befinden und mit einem Barbell verbunden werden. Das Piercing kann am Stück gestochen werden, es empfiehlt sich jedoch, ein Nostril- oder Septumpiercing zum Nasallang hin zu erweitern.
Diese Piercingmethode kommt ursprünglich aus dem Indischen und war ein Zeichen der kriegerischen Tapferkeit der Männer. Es wurde erstmals bekannt gemacht durch den Piercer Cliff Cadaver.